# Museum für Naturkunde „Dr. Curt Heinke“

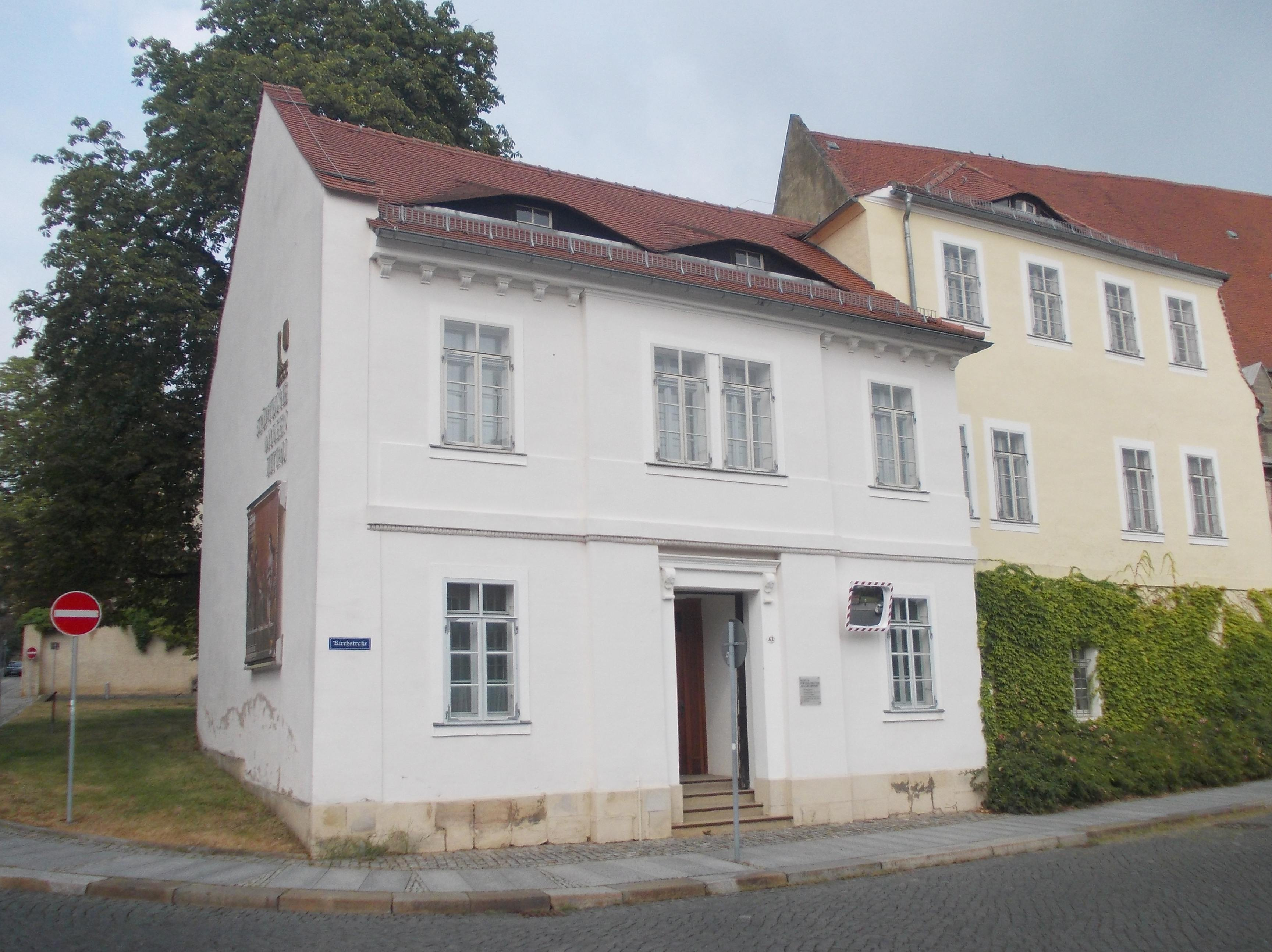
Dr.-Curt-Heinke-Museum, rechts daneben das Hauptsche Haus, im Hintergrund das Dach der Klosterkirche

Das Museum für Naturkunde „Dr. Curt Heinke“ ist Teil der Städtischen Museen Zittau. Es befindet sich in der Zittauer Innenstadt im Exnerschen Haus (Kirchstraße 13).

## Exnersches Haus
Das Gebäude wurde um 1800 vom Zittauer Kaufmann Exner errichtet und diente als Konzerthaus. Es war Teil der kleinteiligen geschlossenen Bebauung in der südwestlichen und westlichen Peripherie des ehemaligen Franziskanerklosters. Rechtwinklig schließt sich im Osten das von der Flucht der Klosterstraße eingerückte spätbarocke zweigeschossige „Hauptsche Haus“ (Klosterplatz 1) an, das zugleich den westlichen Abschluss des Klosterplatzes bildet. Nach Westen hin war das „Exnersche Haus“ mit einem weiteren, heute nicht mehr vorhandenen Haus, dessen Fassade zur Pfarrstraße lag, verbunden. Später wurde das Exnersche Konzerthaus zu einem Wohnhaus umgestaltet. 1975 kaufte die Stadt Zittau das Exnersche Haus für das Stadtmuseum.
Das traufständige Haus an der Nordseite der Klosterstraße ist ein eingeschossiger, schlichter klassizistischer Bau mit biberschwanzgedecktem Satteldach mit zwei Fledermausgauben an der Fassadenseite. Heute ist das nahe an der Einmündung der Pfarrstraße zur Kirchstraße gelegene Gebäude nach Westen hin freistehend. Wegen seiner baugeschichtlichen, städtebaulichen und ortsgeschichtlichen Bedeutung ist es als Kulturdenkmal unter Schutz gestellt.
Nach Norden hin befindet sich das Pfarramt, nordöstlich der Heffterbau, östlich das Hauptsche Haus, südöstlich der Klosterplatz, südlich das Alte Gymnasium und nordwestlich das Parkhaus Pfarrstraße.

## Geschichte des Museums
Auf Initiative des Gymnasiallehrers Curt Heinke führte die Naturwissenschaftliche Gesellschaft zu Zittau vom 27. August bis 10. September 1922 in der Höheren Fachschule für Textilindustrie in Zittau eine geologische Heimatausstellung durch, die 4500 Besucher hatte. Die Exponate waren bei den von der Volkshochschule und der Naturwissenschaftlichen Gesellschaft veranstalteten geologischen Wanderungen durch die Oberlausitz und Nordböhmen als Belege gesammelt worden. Der nach der Heimatausstellung entstandene Wunsch nach einer dauerhaften Ausstellung wurde von den Organisatoren der geologischen Wanderungen aufgegriffen, es bildete sich eine Arbeitsgemeinschaft zum Aufbau eines Geologischen Heimatmuseums.
Am 28. Oktober 1923 wurde das Museum in den Räumlichkeiten des Zittauer Realgymnasiums eröffnet. Die aus den Belegstücken der geologischen Wanderungen und Geschenken von Sammlern gestaltete Ausstellung hatte in den ersten eineinhalb Jahren etwa 3000 Besucher. Unterstützt wurde Heinke beim Aufbau und der Erweiterung des Museums vor allem durch den Schlossermeister Oskar Mießler. Beim Umbau des Realgymnasiums wurde dem Museum im Winter 1925 die ehemalige Rektorenwohnung zur Verfügung gestellt, so dass auch biologische Präparate ausgestellt werden konnten. In den Nachbarräumen wurden die schuleigenen Sammlungen präsentiert. Perspektivisch sollte das Museum zu einem Heimatmuseum mit allen Sparten der Naturwissenschaften ausgebaut werden. Am 7. September 1932 wurde der als „Zittauer Sumpfzypresse“ bekannte vier Meter hohe Stubben eines tertiären Mammutbaumes („Sequoioxylon gypsaceum“) mit einem Umfang von sechs Metern aus der Tongrube Hartau als Außenexponat vor dem Johanneum aufgestellt. Die Zugänge des Museums wurden anfänglich in den Zittauer Tageszeitungen, später in der Oberlausitzer Heimatzeitung bekanntgegeben. Ankäufe und Schenkungen zur Schulsammlung wurden in den jährlichen Schulprogrammen veröffentlicht. Obwohl eng verbunden, hatten beide Ausstellungsteile unterschiedliche Eigentümer. Das Heimatmuseum gehörte der Naturwissenschaftlichen Gesellschaft zu Zittau, die Schulsammlung dem Realgymnasium. Nach der Auflösung der Vereine nach dem Umsturz von 1945 wurde das Museum der Stadt Zittau übereignet.
In den 1960er Jahren wurde das Museum geschlossen. Während die Schulsammlung 1965 aus „Platzgründen“ aufgelöst und wahrscheinlich entsorgt wurde, hatte die Leitung der Erweiterten Oberschule keinen Zugriff auf die Museumsbestände. Als die Schulleitung 1967 wegen des wachsenden Platzbedarfs die Verlagerung des Museums in den Keller des Johanneums plante, wurde das Vorhaben im Januar 1967 in der Sächsischen Zeitung öffentlich gemacht und kritisiert. Die Ingenieurschule für Energietechnik „Dr. Robert Mayer“ stellte daraufhin der Stadt übergangsweise im Haus II (ehemalige Bauschule) Räume für das Heimatmuseum zur Verfügung. Nach dem Umzug vom Johanneum an die Schliebenstraße wurde das Museum am 24. Mai 1967 wiedereröffnet.
Nachdem die Stadt Zittau das Exnersche Haus in der Kirchstraße 13 erworben hatte, bezog das Museum seinen heutigen Standort. Am 14. Mai 1976 erfolgte die Wiederöffnung als „Museum für Geologie“.
1999 erhielt das Museum den neuen Namen „Museum für Naturkunde des Zittauer Landes – Dr. Curt Heinke“. 2001 wurde das Museum aus personellen und räumlichen Gründen geschlossen. Nach einer Zeit der Nutzung als Interimsdepot während der Sanierung des Hauptschen Hauses wurde das Museum für Naturkunde „Dr. Curt Heinke“ wiedereröffnet. Die Anmeldung zur Besichtigung erfolgte im Kulturhistorischen Museum Franziskanerkloster. Für Schulklassen und Gruppen wurden von Mitgliedern der „Freunde der Geologie und Mineralogie e. V.“ thematische Führungen angeboten. Seit 2015 ist das Museum aus „technischen Gründen“ geschlossen.

## Sammlung und Ausstellung
Anfänglich bestand die Ausstellung im Johanneum nur aus regionalen Mineralien, Gesteinen, Fossilien und vorgeschichtlichen Funden. Die daneben präsentierte Schulsammlung unterlag keinen regionalen Beschränkungen, ihre Exponaten wurden für Unterrichtszwecke beschafft und genutzt. Ab 1930 wurde das Heimatmuseum um afrikanische Minerale erweitert, die Heinke von seiner Reise durch Afrika mitgebracht hatte. In den Jahren 1939 und 1940 wurden dem Museum zwei Pultschränke mit Mineralien aus dem Nachlass Heinkes übergeben. Die Ausstellung wurde im Korridor und zwei angrenzenden Sälen des Johanneums in mehreren Pult- und Standvitrinen präsentiert.
Zur Wiedereröffnung des Museums im Exnerschen Haus wurde die Exposition 1976 neu gestaltet. 1984 gestaltete die Fachgruppe für Mineralogie und Geologie des Kulturbundes Zittau anlässlich des Geologentages des Bezirkes Dresden eine Sonderausstellung von Mineralen. Im Zuge der Landesgartenschau Zittau/Olbersdorf 1999 wurde die Ausstellung um ein Landschaftsmodell des früheren Tagebaus Olbersdorf erweitert.
Kritisiert wird die auf dem überholten wissenschaftlichen Stand von 1976 beruhende Exposition ebenso wie die nicht mehr zeitgemäße Gestaltung.